# 科頓維爾 (阿拉巴馬州)
科頓維爾（英語：Cottonville）是一個位於美國阿拉巴馬州馬歇爾縣的非建制地區。該地的面積和人口皆未知。

## 地理
科頓維爾的座標為34°27′12″N 86°20′08″W / 34.45333°N 86.33556°W，而該地的平均海拔高度為190米（即623英尺）。